# Chavannes (Cher)
Chavannes ist eine französische Gemeinde mit 153 Einwohnern (Stand 1. Januar 2022) im Département Cher in der Region Centre-Val de Loire; sie gehört zum Arrondissement Saint-Amand-Montrond und zum Kanton Trouy.

## Bevölkerungsentwicklung
- 1968: 106
- 1975: 097
- 1982: 141
- 1990: 160
- 1999: 164
- 2006: 155
- 2012: 187

## Persönlichkeiten
- Achille Peretti (1911–1983), französischer Politiker

## Sehenswürdigkeiten

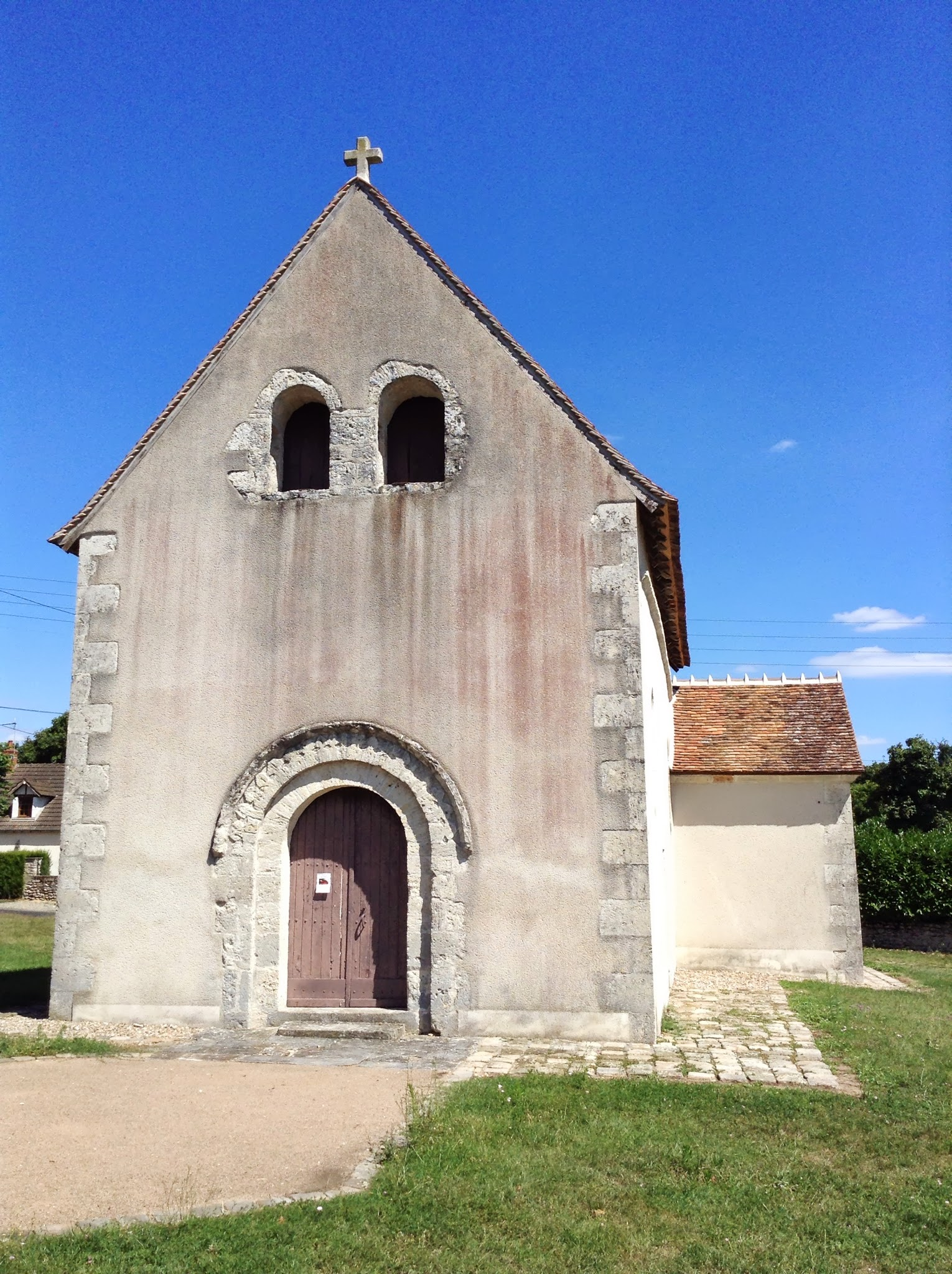
Kirche Sainte-Anne

- Kirche Sainte-Anne